# Rezerwat przyrody Bojarski Grąd
Bojarski Grąd – rezerwat przyrody znajdujący się około 1 km na południe od wsi Bojary (gmina Kosów Lacki), w województwie mazowieckim. Jest położony w granicach Nadbużańskiego Parku Krajobrazowego. Obejmuje dwie niewielkie wydmy położone wśród łąk w dolinie Bugu.
- powierzchnia – 7,02 ha[1][2]
- rok utworzenia – 1996
- rodzaj rezerwatu – florystyczny[2] lub krajobrazowy[1]
- dokument powołujący – M.P. z 1996 r. nr 2, poz. 21[3]
- przedmiot ochrony – obszar lasu i łąk na zwydmieniu śródłąkowym, stanowiącym wartościowy obiekt geobotaniczny.